# Mike Jensen
Mike Lindemann Jensen, född 19 februari 1988 i Herlev, är en dansk fotbollsspelare (mittfältare) som spelar för HB Køge.

## Karriär
Mike Jensen fick sin fotbollsuppfostran i Boldklubben Rødovre samt i Brøndby IF. Han fick sin debut för Brøndbys A-lag i april 2006 och vann samma år priset som årets danska U19-spelare. Han hade dock svårt att ta en ordinarieplats och var under 2008 utlånad till Malmö FF. När Mike Jensen återvände till Brøndby, blev han en profil i laget. När hans kontrakt med föreningen gick ut december 2012 kunne han dock inte komma överens med föreningen om lönen och valde därför att inte förlänga. Den 6 februari 2013 skrev han på för norska storklubben Rosenborg BK.
Den 11 januari 2020 värvades Jensen av APOEL, där han skrev på ett 1,5-årskontrakt. Den 22 december 2020 kom Jensen och APOEL överens om att bryta kontraktet i förtid. Den 1 februari 2021 värvades Jensen av 1. division-klubben HB Køge, där han skrev på ett 3,5-årskontrakt.

## Privatliv
Mike Jensens pappa Henrik Jensen spelade också i Brøndby IF under sin aktiva karriär och var tränare för A-laget (och därmed även för sin son) 2010–2011.